# Philly Joe Jones avec Jef Gilson et son ensemble
Philly Joe Jones avec Jef Gilson et son ensemble è un album di Philly Joe Jones, pubblicato dalla Vogue nel 1969.

## Tracce
Lato A
1. Sursaults (Jef Gilson) – Registrato il 31 gennaio 1969 a Parigi (Francia)
2. Tabar Blues (Jef Gilson) – Registrato il 1º febbraio 1969 a Parigi (Francia)
3. Espagnolade (Jef Gilson) – Registrato il 31 gennaio 1969 a Parigi (Francia)
4. Fable of Gutenberg (Jef Gilson) – Registrato il 1º febbraio 1969 a Parigi (Francia)

Lato B
1. Invitation au voyage (Jef Gilson) – Registrato il 1º febbraio 1969 a Parigi (Francia)
2. Interlude (Jef Gilson) – Registrato il 31 gennaio 1969 a Parigi (Francia)
3. Activite (Jef Gilson) – Registrato il 31 gennaio 1969 a Parigi (Francia)
4. Spontaneous Expression (Jef Gilson) – Registrato il 1º febbraio 1969 a Parigi (Francia)

## Musicisti
- Philly Joe Jones - batteria
- Jef Gilson - pianoforte, arrangiamenti
- Jean-Louis Chautemps - sassofono tenore, sassofono soprano
- Luis Fuentes - trombone
- Benny Vasseur - trombone
- Jean François Catoire - contrabbasso
- Guy Pedersen - contrabbasso
- Jean-Charles Capon - voce